# Primera Fila (album de Thalía)
Primera Fila este primul album realizat în colaborare cu Sony Music Entertainment al interpretei mexicane Thalía. De asemenea este și primul album live al artistei, după o carieră artistică de aproximativ 25 ani și după 30 milioane de discuri vândute în întreaga lume.

## Track list
1. Cosiéndome El Corazón
2. Enséñame A Vivir
3. Qué Será De Ti (Como Vai Voce)(Roberto Carlos Cover)
4. Cómo
5. El Próximo Viernes
6. Medley; Entre El Mar Y Una Estrella\ Piel Morena\ No Me Enseñaste\ Amor A La Mexicana
7. Estoy Enamorado Duet With Pedro Capó
8. Equivocada
9. Brindis
10. Con La Duda Duet cu Joan Sebastian
11. Cuando Te Beso
12. Ya Lo Sabía
13. Mujeres (Ricardo Arjona Cover)

## DVD Track Listing
1. Cosiéndome El Corazón
2. Enséñame A Vivir
3. Qué Será De Ti (Como Vai Voce)(Roberto Carlos Cover)
4. Cómo
5. El Próximo Viernes
6. Medley; Entre El Mar Y Una Estrella\ Piel Morena\ No Me Enseñaste\ Amor A La Mexicana
7. Estoy Enamorado Duet With Pedro Capó
8. Equivocada
9. Brindis
10. Con La Duda Duet cu Joan Sebastian
11. Cuando Te Beso
12. Ya Lo Sabía
13. Mujeres (Ricardo Arjona Cover)